# モーリタニアフランス人学校
モーリタニアフランス人学校（モーリタニアフランスじんがっこう - Lycee Francais Theodore Monod）とは、北西アフリカのモーリタニアにあるフランス政府認定校。

## 歴史
モーリタニア国・ヌアクショットに1983年10月13日に設立された男女共学の私立学校。フランス政府認定校である。開校当時は小学校、中学校、高校までの学年であったが、現在では幼稚園も設立されている。モーリタニアのフランス大使館の広々とした敷地内にある。
主な生徒の国籍は、モーリタニア人が57%、フランス人が32%、残りの11%が他の外国人となっている。授業はフランス語で行われる。小学校は13クラス（1クラス25名程度）、中学校12クラス、高校11クラスがある。フランスの学校または他国のフランス校からの転入であれば、日本人も入学可能。小中高等学校の就学段階別対象年齢は日本と同様である。

1985年3月、名称を「リセ・フランセ・テオドル・モノ（Lycee Francais Theodore Monod）」とする。1986年6月には最初の卒業生を送り出した。1987年には生徒が515人に増え、現在では800人以上の生徒を有する。

## 住所
B.P.4911 Nouakchott Mauritanie